# Elena Hálková
Elena Hálková (ur. 13 kwietnia 1907 w Żylinie, zm. 9 września 1985 w Pradze) – czeska aktorka filmowa, teatralna i telewizyjna. 

## Biografia
Elena Hálková była wnuczką czeskiego poety Vítězslava Hálka, pierwszą żoną aktora Zdenka Štěpánka i matką aktorki Jany Štěpánkowej.
Jej ojciec Ivan Hálek był lekarzem pracującym m.in. na węgierskiej wówczas Słowacji, dlatego urodziła się w Żylinie i rozpoczęła edukację w gimnazjum w Bratysławie. Zawodu aktorskiego uczyła się w konserwatorium w Brnie. Po ukończeniu nauki w 1929 podjęła pracę w Słowackim Teatrze Narodowym w Bratysławie, lecz od następnego sezonu przeniosła się do Pragi. Należała do zespołu Teatru na Vinohradach, Teatru Narodowego w Pradze i innych praskich teatrów. W 1972 zrezygnowała z występów. 

## Wybrane role filmowe
- 1935: Jánošík – Zuzka
- 1937: Profesor Jarčin (Jarčin profesor) – Maryška
- 1937: Filozoficzna opowieść (Filosofská historie) – Márinka
- 1938: Cech panien kutnohorskich (Cech panen kutnohorských) – Eva Vodňanská, córka wójta
- 1941: Nocny motyl (Noční motýl) – pracodawczyni Marty
- 1942: Muži nestárnou – służąca Maryna
- 1944: Děvčica z Beskyd – dziewczyna
- 1956: Nezlob, Kristino! – trafikantka
- 1958: Moralność pani Dulskiej (Morálka paní Dulské) – radczyni
- 1959: Nieziemskie historie (O věcech nadpřirozených) – Alžběta Hüblerová, żona sędziego
- 1959: Život pro Jana Kašpara – sąsiadka
- 1959: Sprytna dziewczyna (První a poslední) – Satrapová
- 1959: Taka miłość (Taková láska) – ciocia Vaňková
- 1960: Wyższa zasada (Vyšší princip) – Havelková
- 1960: Wszędzie żyją ludzie (Všude žijí lidé) – Filipová, matka Evy
- 1963: Śmierć Tarzana (Tarzanova smrt) – baronessa
- 1963: Królewna i rybak (Tři zlaté vlasy děda Vševěda) – rodzanica
- 1964: Między nami złodziejami (Mezi námi zloději) – Božena Musilová
- 1965: Úplně vyřízený chlap – oberżystka
- 1968: Jak się pozbyć Helenki (Jak se zbavit Helenky) – dama z pieskiem
- 1969: Přehlídce velím já – jasnowidzka